# Пагуба
Па́губа — река в России, протекает по Лужскому району Ленинградской области и Плюсскому району Псковской области. Устье реки находится в 200 км по правому берегу реки Плюсса у деревни Лышницы. Длина реки составляет 30 км, площадь водосборного бассейна — 429 км².
В Плюсском районе на берегах реки стоят деревни Толошницы и Лышницы (у устья) Плюсской волости.

## Притоки
- В 21 км от устья, по левому берегу реки впадает река Осница.
- Справа впадает приток Асанов.
- В 14 км от устья, по правому берегу реки впадает река Островенка.
- В 0,8 км от устья, по правому берегу реки впадает река Мшанка.

## Данные водного реестра
По данным государственного водного реестра России относится к Балтийскому бассейновому округу, водохозяйственный участок реки — Нарва. Относится к речному бассейну реки Нарва (российская часть бассейна).
Код объекта в государственном водном реестре — 01030000412102000026833.

## Топографические карты
- Лист карты O-35-60 Заплюсье. Масштаб: 1 : 100 000. Состояние местности на 1977 год. Издание 1980 г.
- Лист карты O-35-59 Плюсса. Масштаб: 1 : 100 000. Состояние местности на 1977 год. Издание 1979 г.